# مرغ شاخدار سیاه
مرغ شاخدار سیاه (نام علمی: Agelastes niger) نام یک گونه از خانواده مرغ شاخدار است.